# Jogador do Ano da IHF
O IHF World Player of the Year, ou ainda Grundfos World Handball Player of the Year, é um prêmio anual, que se repete desde 1988 e é entregue pela International Handball Federation (IHF) ao melhor jogador e jogadora de handebol durante aquele ano.
Em 1999, a Federação elegeu os melhores do Século XX.
O Brasil ganhou o prêmio duas vezes no feminino. No masculino, o país já bateu na trave uma vez. Em 2003, o atleta Bruno Bezerra de Menezes Souza foi eleito o 3º melhor jogador do mundo.

## Vencedores

### Masculino
| Ano  | Jogador              | Nacionalidade                    | Clube                    | Foto              | Ref.              |                   |
| ---- | -------------------- | -------------------------------- | ------------------------ | ----------------- | ----------------- | ----------------- |
| 1988 | Veselin Vujović      | Iugoslávia                       | Metaloplastika Šabac     |                   |                   |                   |
| 1989 | Kang Jae-Won         | Coreia do Sul                    | Grasshoppers Zürich      |                   |                   |                   |
| 1990 | Magnus Wislander     | Suécia                           | Redbergslids IK Göteborg |                   |                   |                   |
| 1991 | Não houve votação    | Não houve votação                | Não houve votação        | Não houve votação | Não houve votação | Não houve votação |
| 1992 | Não houve votação    | Não houve votação                | Não houve votação        | Não houve votação | Não houve votação | Não houve votação |
| 1993 | Não houve votação    | Não houve votação                | Não houve votação        | Não houve votação | Não houve votação | Não houve votação |
| 1994 | Talant Dujshebaev    | Rússia                           | CB Cantabria Santander   |                   |                   |                   |
| 1995 | Jackson Richardson   | França                           | OM Vitrolles             |                   |                   |                   |
| 1996 | Talant Dujshebaev(2) | Espanha                          | CB Cantabria Santander   |                   |                   |                   |
| 1997 | Stéphane Stoecklin   | França                           | TSV GWD Minden           |                   |                   |                   |
| 1998 | Daniel Stephan       | Alemanha                         | TBV Lemgo                |                   |                   |                   |
| 1999 | Rafael Guijosa       | Espanha                          | FC Barcelona             |                   |                   |                   |
| 2000 | Dragan Škrbić        | Iugoslávia                       | HSG Nordhorn             |                   |                   |                   |
| 2001 | Yoon Kyung-Shin      | Coreia do Sul                    | VfL Gummersbach          |                   |                   |                   |
| 2002 | Bertrand Gille       | França                           | HSV Hamburg              |                   |                   |                   |
| 2003 | Ivano Balić          | Croácia                          | RK Metković              |                   |                   |                   |
| 2004 | Henning Fritz        | Alemanha                         | THW Kiel                 |                   |                   |                   |
| 2005 | Arpad Sterbik        | Sérvia e Montenegro / · Espanha* | BM Ciudad Real           |                   |                   |                   |
| 2006 | Ivano Balić(2)       | Croácia                          | SDC San Antonio          |                   | [ 4 ]             |                   |
| 2007 | Nikola Karabatić     | França                           | THW Kiel                 |                   | [ 5 ]             |                   |
| 2008 | Thierry Omeyer       | França                           | THW Kiel                 |                   | [ 6 ]             |                   |
| 2009 | Slawomir Szmal       | Polónia                          | Rhein-Neckar Löwen       |                   |                   |                   |
| 2010 | Filip Jícha          | Chéquia                          | THW Kiel                 |                   |                   |                   |
| 2011 | Mikkel Hansen        | Dinamarca                        | AG Kopenhaga             |                   | [ 7 ]             |                   |
| 2012 | Daniel Narcisse      | França                           | THW Kiel                 |                   | [ 8 ]             |                   |
| 2013 | Domagoj Duvnjak      | Croácia                          | HSV Hamburg              |                   | [ 9 ]             |                   |
| 2014 | Nikola Karabatić(2)  | França                           | FC Barcelona             |                   | [ 10 ]            |                   |
| 2015 | Mikkel Hansen(2)     | Dinamarca                        | PSG Handball             |                   | [ 10 ]            |                   |
| 2016 | Nikola Karabatić(3)  | França                           | PSG Handball             |                   | [ 10 ]            |                   |
| 2017 | Não houve votação    | Não houve votação                | Não houve votação        | Não houve votação | Não houve votação | Não houve votação |
| 2018 | Mikkel Hansen(3)     | Dinamarca                        | PSG Handball             |                   | [ 11 ]            |                   |

Obs: 1- Arpad Sterbik, quando recebeu o prêmio, ainda não havia se naturalizado espanhol.

### Feminino
| Ano  | Jogadora                | Nacionalidade     | Clube                   | Foto              | Ref.              |                   |
| ---- | ----------------------- | ----------------- | ----------------------- | ----------------- | ----------------- | ----------------- |
| 1988 | Svetlana Kitić          | Iugoslávia        | Radnički Belgrade       |                   |                   |                   |
| 1989 | Kim Hyun-Mee            | Coreia do Sul     |                         |                   |                   |                   |
| 1990 | Jasna Kolar-Merdan      | Áustria           |                         |                   |                   |                   |
| 1991 | Não houve votação       | Não houve votação | Não houve votação       | Não houve votação | Não houve votação | Não houve votação |
| 1992 | Não houve votação       | Não houve votação | Não houve votação       | Não houve votação | Não houve votação | Não houve votação |
| 1993 | Não houve votação       | Não houve votação | Não houve votação       | Não houve votação | Não houve votação | Não houve votação |
| 1994 | Mia Hermansson          | Suécia            | Hypo Niederösterreich   |                   |                   |                   |
| 1995 | Erzsébet Kocsis         | Hungria           | Dunaferr SE             |                   |                   |                   |
| 1996 | Lim O-Kyeong            | Coreia do Sul     |                         |                   |                   |                   |
| 1997 | Anja Andersen           | Dinamarca         | Bækkelagets SK          |                   |                   |                   |
| 1998 | Trine Haltvik           | Noruega           |                         |                   |                   |                   |
| 1999 | Ausra Fridrikas         | Áustria           | Hypo Niederösterreich   |                   |                   |                   |
| 2000 | Bojana Radulovic        | Hungria           | Dunaújváros FC          |                   |                   |                   |
| 2001 | Cecilie Leganger        | Noruega           | Tertnes IL              |                   |                   |                   |
| 2002 | Zhai Chao               | China             | Randers HK              |                   |                   |                   |
| 2003 | Bojana Radulovic(2)     | Hungria           | Dunaújváros FC          |                   |                   |                   |
| 2004 | Anita Kulcsár           | Hungria           | Dunaújváros FC          |                   |                   |                   |
| 2005 | Anita Görbicz           | Hungria           | Győri ETO KC            |                   |                   |                   |
| 2006 | Nadine Krause           | Alemanha          | Bayer Leverkusen        |                   |                   |                   |
| 2007 | Gro Hammerseng          | Noruega           | FC Midtjylland Håndbold |                   |                   |                   |
| 2008 | Linn-Kristin Riegelhuth | Noruega           | Larvik HK               |                   |                   |                   |
| 2009 | Allison Pineau          | França            | Metz HB                 |                   |                   |                   |
| 2010 | Cristina Neagu          | Roménia           | Oltchim Râmnicu Vâlcea  |                   |                   |                   |
| 2011 | Heidi Løke              | Noruega           | Győri ETO KC            |                   | [ 7 ]             |                   |
| 2012 | Alexandra Nascimento    | Brasil            | Hypo Niederösterreich   |                   | [ 8 ] [ 12 ]      |                   |
| 2013 | Andrea Lekić            | Servia            | ZRK Vardar              |                   | [ 9 ]             |                   |
| 2014 | Duda Amorim             | Brasil            | Győri Audi ETO KC       |                   | [ 10 ]            |                   |
| 2015 | Cristina Neagu(2)       | Roménia           | ŽRK Budućnost           |                   |                   |                   |
| 2016 | Cristina Neagu(3)       | Roménia           | ŽRK Budućnost           |                   |                   |                   |
| 2017 | Não houve votação       | Não houve votação | Não houve votação       | Não houve votação | Não houve votação | Não houve votação |
| 2018 | Cristina Neagu(4)       | Roménia           | ŽRK Budućnost           |                   | [ 11 ]            |                   |

## Estatísticas de Prêmios Individuais Por País

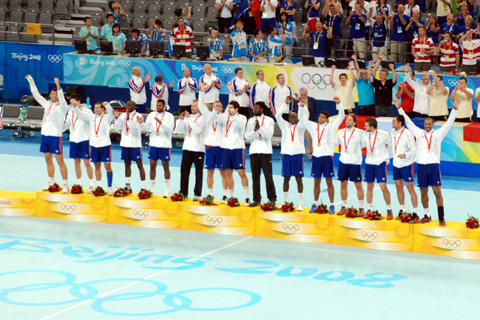
A França é o país com maior número de jogadores masculinos eleitos como o melhor do ano: 7 no total. 4 aparecem nesta foto, como campeões olímpicos em 2008. Um ganhou o prêmio duas vezes, e os outros 2 foram medalhistas de bronze em 1992.

#### Masculino
| Prêmios | País          |
| ------- | ------------- |
| 7       | França        |
| 3       | Croácia       |
| 3       | Dinamarca     |
| 2       | Iugoslávia    |
| 2       | Coreia do Sul |
| 2       | Espanha       |
| 2       | Alemanha      |
| 2       | Sérvia        |
| 1       | Suécia        |
| 1       | Rússia        |
| 1       | Polónia       |
| 1       | Chéquia       |

#### Feminino
| Prêmios | País          |
| ------- | ------------- |
| 5       | Hungria       |
| 5       | Noruega       |
| 4       | Roménia       |
| 2       | Áustria       |
| 2       | Coreia do Sul |
| 2       | Brasil        |
| 1       | Suécia        |
| 1       | Alemanha      |
| 1       | China         |
| 1       | França        |
| 1       | Alemanha      |
| 1       | Dinamarca     |
| 1       | Iugoslávia    |

#### Masculino e Feminino
| Prêmios | País          |
| ------- | ------------- |
| 8       | França        |
| 5       | Hungria       |
| 5       | Noruega       |
| 4       | Coreia do Sul |
| 4       | Dinamarca     |
| 4       | Roménia       |
| 3       | Iugoslávia    |
| 3       | Alemanha      |
| 2       | Áustria       |
| 2       | Espanha       |
| 2       | Croácia       |
| 2       | Suécia        |
| 2       | Brasil        |
| 1       | Rússia        |
| 1       | Polónia       |
| 1       | Chéquia       |
| 1       | Sérvia        |
| 1       | Dinamarca     |
| 1       | China         |

## Melhores do Século XX

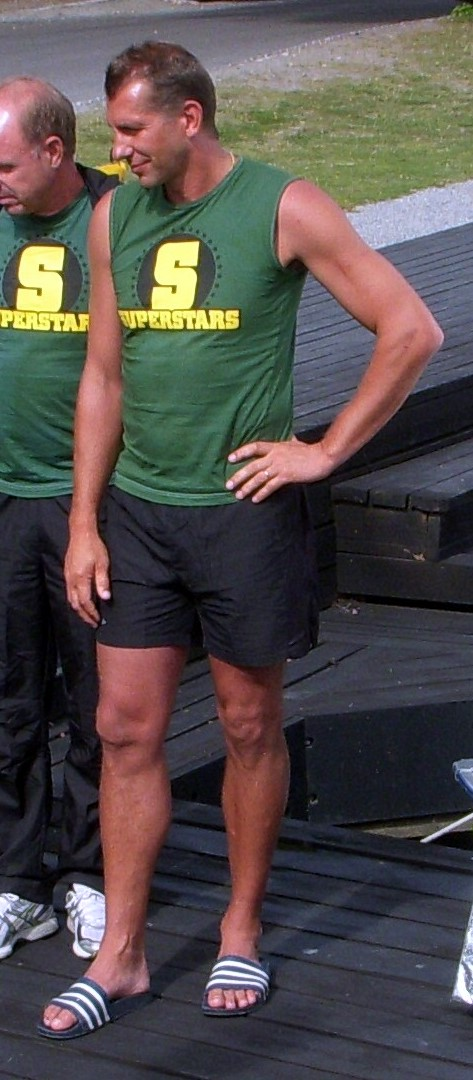
Magnus Wislander, o Melhor Jogador do Século XX

A eleição dos melhores Jogadores(as) do Século XX foi realizada em 1999, e levou em consideração o voto de treinadores, jogadores e jornalistas.

### Jogador do Século Pela IHF
| Ranking | Jogador           | Nacionalidade                      |
| ------- | ----------------- | ---------------------------------- |
| 1       | Magnus Wislander  | Suécia                             |
| 2       | Talant Dujshebaev | União Soviética / Rússia / Espanha |
| 3       | Andreï Lavrov     | União Soviética / Rússia           |

### Jogadora do Século Pela IHF
| Ranking | Jogador          | Nacionalidade |
| ------- | ---------------- | ------------- |
| 1       | Zinaida Turchyna | Ucrânia       |
| 2       | Anja Andersen    | Dinamarca     |
| 3       | Lim O-Kyeong     | Coreia do Sul |

## Melhores de Todos os Tempos (IHF)
- EM 1992, a Federação Internacional de Handebol elegeu o romeno Gheorghe Gruia como o melhor jogador de todos os tempos ("The Greatest Handball Player of All Times").[19][20]

## Melhores de Todos os Tempos (Votação pela Internet)
- Em 2010, numa votação pela internet, mas organizada pela IHF, o croata Ivano Balić, com 48,7% dos votos, foi eleito o melhor jogador de todos os tempos.[21] Atrás dele ficou o francês Nikola Karabatic (33,7%), o russo-espanhol Talant Dujshebaev (16,5%) e o alemão Joachim Deckarm. Atletas notáveis, como Magnus Wislander, Jackson Richardson, Andrei Lavrov e Veselin Vujović não receberam bastante votos.
- Entre as mulheres, a iugoslava Svetlana Kitic, com 84,1% dos votos, foi eleita a melhor jogadora de todos os tempos.[22] Atrás dela ficaram a dinamarquesa Anja Andersen (10,3%), a alemã Waltraud Kretzschmar (3,7%) e a russa Zinaida Turchyna (1,8%).
- Entre os goleiros, o francês Thierry Omeyer foi eleito o melhor goleiro de todos os tempos, com 93,54 % dos votos.[23] Atrás dele apareceram o russo Andrei Lavrov (2,98%), o alemão Andreas Thiel e o sueco Mats Olsson, ambos 1,74%.
- Entre as goleiras, a romena Luminiţa Dinu-Huţupan foi eleita a melhor goleira de todos os tempos, com 94% dos votos.[24] A norueguesa Cecilie Leganger (4,03%), a dinamarquesa Lene Rantala (1,36%) e a russa Tanja Dshandsghva (0,84%) também foram bem votadas.

## Melhor Novato do Ano
O prêmio de Melhor Novato do Ano (Best Rookie of the Year) foi dado somente no ano de 2009.
| Ano  | Categoria | Jogador        | Nacionalidade | Clube           | Foto |
| ---- | --------- | -------------- | ------------- | --------------- | ---- |
| 2009 | Masculino | Steffen Fäth   | Alemanha      | VfL Gummersbach |      |
| 2009 | Feminino  | Cristina Neagu | Roménia       | CSS Bucharest   |      |